# Alojz Gorup
Alojz Gorjup, član organizacije TIGR in partizan, * 7. junij 1900, Tomaj, † 23. januar 1977, Tomaj.

## Življenje in delo
Ljudsko šolo je obiskoval v rojstnem kraju. Na začetku leta 1918 je bil vpoklican v Avstro-ogrsko vojsko. Po vrnitvi z ruskega bojišča se je pridružil generalu Maistru v borbi za severno mejo. Po vrnitvi domov je bil gonilna sila razgibane kulturne dejavnosti v Tomaju. Sodeloval je s pesnikom Srečkom Kosovelom in njegovim očetom v prosvetnem društvu kot igralec v glavnih vlogah dramskih del ter kot tenorist v tomajskem pevskem zboru. Po fašistični prepovedi delovanja slovenskih kulturnih društev je bil vnet borec proti poitalijančevanju, ter postal požrtvovalni sodelavec organizacije TIGR. Fašistična oblast ga je preganjala in tudi večkrat aretirala. Na začetku narodnoosvobodilne borbe se je priključil delovanju Osvobodilne fronte na primorskem. V svoji hiši je zgradil bunker v katerem je imela ilegalna partizanska tehnika »Grmada« skladišče raznega materiala, v njem pa so se vsa vojna leta uspešno skrivali partizani, med njimi so bili tudi Anton Velušček in znani diverzant ter obveščevalec 9. korpusa, heroj Sovjetske zveze Mehdi Hüseynzadə - Mihajlo. Gorup je bil konec leta 1941 aretiran in poslan v internacijo. Po italijanski kapitulaciji se je vrnil v Tomaj in tu do osvoboditve deloval kot vojni referent. Za svoje delovanje je bil 10. oktobra 1962 odlikovan z redom zaslug za ljudstvo s srebrnimi žarki.